# Sierra Atravesada
Sierra Atravesada (również: Sierra de Niltepec) – łańcuch górski w stanie Oaxaca w Meksyku, w regionie Przesmyku Tehuantepec.

## Geografia
Sierra Atravesada razem z pasmem Sierra de Tres Picos kształtuje północno-zachodnie przedłużenie łańcucha Sierra Madre de Chiapas znajdującego się na granicy stanów Oaxaca i Chiapas. Pasmo biegnie ze wschodu na zachód. Składa się głównie ze skał metamorficznych i granitów.

### Szczyty
Główne szczyty Sierra Atravesada:
- Cerro Azul – 2250 m n.p.m.
- Cerro Baúl – 2050 m n.p.m.

## Działy wodne
Na wschodnich zboczach pasma Sierra Atravesada wody należą do systemu wodnego Río Uxpanapa płynącej do Zatoki Meksykańskiej. Największą rzeką główną na zachodnich stokach jest Río Chimalapa wpadająca do Oceanu Spokojnego. Río Negro, dopływ Grijalvy, bierze początek na wschodnich zboczach pasma. Inne ważne rzeki mające swoje źródła w Sierra Atravesada to: Salado, Chivela, Chichigua oraz Sarabia, wszystkie z nich to dopływy rzeki Coatzacoalcos, jednej z najdłuższych rzek w Meksyku.
Sierra Atravesada znajduje się na drodze wilgotnych wiatrów znad Zatoki Meksykańskiej, więc opady deszczu są w tym regionie bardzo obfite. Wynoszą one od 2800 do 4000 mm w skali roku zależnie od stoku. Stosunkowo wysokie temperatury (średnia roczna około 25 °C) oraz duża ilość światła słonecznego sprawiają, że całe pasmo jest porośnięte wilgotnym lasem równikowym.